# Regionální svazek obcí Vltava
Regionální svazek obcí Vltava je dobrovolný svazek obcí v okresu Český Krumlov, jeho sídlem je Větřní a jeho cílem je regionální rozvoj. Sdružuje celkem 18 obcí a byl založen v roce 2002.

## Obce sdružené v mikroregionu
- Bohdalovice
- Brloh
- Český Krumlov
- Dolní Třebonín
- Holubov
- Chlumec
- Chvalšiny
- Kájov
- Křemže
- Mirkovice
- Mojné
- Nová Ves
- Přídolí
- Přísečná
- Srnín
- Světlík
- Větřní
- Zlatá Koruna